# 보르마티아 보름스
보르마티아 보름스(Wormatia Worms)는 독일의 보름스를 연고지로 하는 축구 클럽이다. 1963년에 분데스리가가 출범하기 전까지 지역 1부 리그에 참가했었다.
과거 김진국 선수가 잠깐 뛰기도 하였다.

## 선수 명단

### 현역
참고: FIFA 자격 규정에 따라 소속된 국가대표팀 국기를 표시합니다. 선수는 복수의 FIFA 비회원국 국적을 가지고 있을 수 있습니다.
| 번호 | 포지션 | 국적       | 이름            |
| ---- | ------ | ---------- | --------------- |
| 3    | DF     |            | 장 이브 음보토  |
| 11   | FW     | 팔레스타인 | 알렉산더 셰하다 |
| 14   | MF     |            | 엔리케          |

| 번호 | 포지션 | 국적 | 이름 |
| ---- | ------ | ---- | ---- |

## 역대 감독
| 감독                | 임기 |
| ------------------- | ---- |
| 에크하르트 크라우춘 | 2011 |